# トム・ホーバス
トム・ホーバスことトーマス・ウェイン・ホーバス（Thomas Wayne Hovasse, 1967年1月31日 - ）は、アメリカ合衆国の元プロバスケットボール選手。現在は指導者。現役時代はNBAでもプレーしていた。
コロラド州デュランゴ出身。ポジションはスモールフォワード。2017年1月からバスケットボール女子日本代表のヘッドコーチを務め、2020東京オリンピックでチームを銀メダルに導いた。2021年9月からバスケットボール男子日本代表のヘッドコーチを務めている。

## 来歴
5歳の時にバスケットボールを始め、ウィディフィールド・ハイ・スクール、ペンシルベニア州立大学卒業。

### 選手時代
大学卒業後、ポルトガルリーグのスポルティングを経て、1990年に日本リーグのトヨタ自動車ペイサーズ（現：アルバルク東京）に入団。4年連続の日本リーグ得点王や、2年連続の3ポイント王を獲得。
1994年、NBAのアトランタ・ホークスに所属し、2試合に出場。
1995年、独立リーグCBA・ピッツバーグ・ピラニアズを経てトヨタ自動車に復帰。
2000年、東芝レッドサンダース（現：川崎ブレイブサンダース）に移籍し、1シーズンプレーした後引退。

### 指導者
アメリカ帰国後、アメリカ連邦捜査局（FBI）に応募していたが同時多発テロ事件の影響で採用が見送りとなり、一般企業に就職した。その合間に高校生のバスケットコーチをしていた。
2010年、Wリーグに所属するJXサンフラワーズ（現：ENEOSサンフラワーズ）からオファーがあり、コーチに就任。女子バスケットに関わるのはこの時が初めてだった。
2011年、中川文一HCの下、女子日本代表アシスタントコーチを務める。
2012年から2013年にかけてWNBAのフェニックス・マーキュリーにてボランティアアシスタントコーチを務める。
2014年、JXアソシエイトヘッドコーチ（AHC）昇格。内海知秀HCの下、女子日本代表のアシスタントコーチにも就任。
2016年、JX-ENEOSのヘッドコーチに昇格。Wリーグ2016-17シーズン、コーチ・オブ・ザ・イヤーを受賞。
2017年、女子日本代表ヘッドコーチに就任。女子日本代表における外国人HCは史上初。
2017年FIBA女子アジアカップは決勝でオーストラリアを破り優勝。2018年のワールドカップ・スペイン大会は準々決勝進出決定戦で中国に敗れて9位。2019年FIBA女子アジアカップは決勝で中国を破り優勝を達成した。2021年7月開幕の東京オリンピックでも指揮を執り、日本史上初の銀メダル獲得に導いた。
2021年9月21日、バスケットボール男子日本代表のヘッドコーチに就任したことが発表された。同年11月の2023年FIBAバスケットボール・ワールドカップ予選中国戦から指揮を執った。
2022年6月18日、トヨタ時代のチームメイトでもあった折茂武彦の引退試合にて「TEAM LEGEND」のヘッドコーチを務めた。
同年7月、インドネシアで開催された2022年FIBA男子アジアカップは準々決勝でオーストラリアに敗れて7位という成績に終わりベスト4進出を逃した。
2023年8月、日本、フィリピン、インドネシアが共催したワールドカップでは、沖縄アリーナで開催された1次リーグのフィンランド戦で日本代表史上初となるワールドカップでの対ヨーロッパ戦勝利を収めた。2次リーグ進出は逃したが、順位決定リーグでベネズエラとカーボベルデに連勝して日本代表史上初のワールドカップ1大会3勝を記録し、今大会最終順位でアジア勢最上位となる19位となった。これにより日本代表にとって1976年モントリオールオリンピック以来48年ぶりとなる自力でのパリオリンピック出場権獲得を達成した。
2024年、パリオリンピックはグループリーグで3連敗して敗退した。開催国のフランスとはオーバータイムにもつれこむ接戦の末に90-94で敗れた。
2025年FIBAアジアカップは、準々決勝進出決定戦でレバノンに敗れベスト8進出を逃した。

## ヘッドコーチ成績
| チーム                 | シーズン | G  | W  | L | W–L%  | シーズン結果 | PG | PW | PL | PW–L% | 最終結果 |
| ---------------------- | -------- | -- | -- | - | ----- | ------------ | -- | -- | -- | ----- | -------- |
| JX-ENEOSサンフラワーズ | 2016-17  | 27 | 27 | 0 | 1.000 | 1位          | 7  | 7  | 0  | 1.000 | 優勝     |

### 女子日本代表
- 2017年FIBA女子アジアカップ - 優勝（5勝1敗）
- 2018年FIBA女子バスケットボール・ワールドカップ - 9位（2勝2敗）
- 2019年FIBA女子アジアカップ - 優勝（5戦全勝）
- オリンピック東京2020大会 - 準優勝（4勝2敗）

### 男子日本代表
- 2022年FIBA男子アジアカップ - 7位（4勝2敗）
- 2023年FIBAバスケットボール・ワールドカップ予選（英語版） - グループF 3位（7勝5敗）
- 2023年FIBAバスケットボール・ワールドカップ - 19位（3勝2敗）アジア勢最上位でパリオリンピック出場権獲得
- オリンピックパリ2024大会 - 11位（0勝3敗）
- 2025年FIBAアジアカップ - 9位 (2勝2敗)

## 人物
- トヨタ自動車にはプロではなく仕事をしながらプレーできる環境を求め[2]、ニューヨークで行われたトライアウトを受験して入団した[3]。入社後、日中は東京本社海外マーケティング部に電車通勤し、オフィスワークを行っていた。「忙しいのが性に合った」と振り返っている[3]。
- 日本での在住年数が長く、日本語が堪能。妻は日本人で、家での会話は日本語である[3]。「多少の間違いがあっても自分の言葉で伝える方がインパクトがある」との考えから選手の指導、日本国内のマスコミへの対応も通訳を介さず日本語で行なっている[11]。
- リック・カーライルに似ているとよく言われている。[要出典]
- 選手からは「トムさん」と呼ばれ慕われる。[要出典]
- 女子日本代表について2020東京オリンピック後に「スーパースターはいないけど、スーパーチーム」と称えた[12]。東京オリンピックで結果を出したこともあり、オリンピック後も女子代表HCを継続するのだろうと考えていたところ、男子代表のオファーがありショッキングだったと語っている。他にもWNBA、NCAAやヨーロッパからのオファーもあった中、JBAの熱心な誘いにより男子代表HC就任を受諾した[13]。

## テレビ出演
- アスリートの魂（2017年8月5日、NHK BS1）[14]
- 真相報道 バンキシャ! (2021年8月29日、日本テレビ) [15]
- 奇跡のレッスン 女子バスケットボール トム・ホーバス ゴールは背伸びした挑戦の先に（2023年1月3日、NHK BS1）

## 書籍
- ウイニングメンタリティー コーチングとは信じること（トム・ホーバス著、ベースボール・マガジン社、2022年2月4日、ISBN 978-4583114446）
- チャレンジング・トム - 日本女子バスケを東京五輪銀メダルに導いた魔法の言葉（トム・ホーバス著、ワニブックス、2022年2月8日 ISBN 978-4847071379）